# Dolichocentrus tenuis
Dolichocentrus tenuis är en nattsländeart som beskrevs av Martynov 1935. Dolichocentrus tenuis ingår i släktet Dolichocentrus och familjen bäcknattsländor. Inga underarter finns listade i Catalogue of Life.